# جون هاستنغز، إيرل دوم بيمبروك
جون هاستنغز، إيرل دوم بيمبروك (بالإنجليزية: John Hastings, 2nd Earl of Pembroke)‏ (و. 1347 – 1375 م) هو عسكري بريطاني، ولد في Sutton Valence Castle ‏، توفي في بيكاردي، عن عمر يناهز 28 عاماً.

## مناصب
تولى منصب عضو مجلس اللوردات ‏
.

## جوائز
حصل على جوائز منها:
فرسان الرباط